# 德本康
德本康（Matilda Smyrell Calder Thurston，1875年5月16日—1958年4月18日）美国教育传教士，曾服务于美国公理会差会、雅礼协会以及美北長老會，在中国传教办学多年。金陵女子大学创立者及首任校长（1913-1928年）。
1875年5月16日，德本康出生于美国康涅狄格州哈特福德。父亲是苏格兰移民，是一名木匠，母亲是北爱尔兰移民。13岁时，她加入了长老会。1896年，德本康毕业于曼荷莲学院（Mt. Holyoke College），毕业后在康涅狄格中学教书四年。1900年，德本康受美国公理会差会差遣，前往土耳其传教，任教于土耳其南部的马拉什的土耳其中部女子学院（Central Turkey College for Girls）。
1902年，德本康从土耳其回到美国，同年嫁给雅礼协会创始人之一德士敦（John Lawrence Thurston，1874－1904）。同年10月，这对新婚夫妇作为美国雅礼协会第一对传教士，率先前往中国。选定湖南长沙为办学地点。1903年，德士敦因患肺结核回到美国，次年在加州去世，年仅30岁。
1906年，德本康再次前往中国，任职于长沙雅礼学校。
1913年，美北長老會、美以美會、监理会、美北浸禮會和基督会在中国南京联合創辦一所女子大學，11月13日，组成校董会，聘请德本康担任校长，德本康改属美北長老會。选定南京東南繡花巷李鸿章花园旧址为临时校址。
此后，德本康夫人筹划在宁海路随园一带建造新校园。随园金陵女子大学建筑群由美国建筑师亨利·墨菲规划设计，中国建筑师吕彦直设计，陈明记营造厂承建。1922年开工建设，到1923年校舍落成，金女大迁入，此时完成了6幢宫殿式的建筑：100号（会议楼，1431平方米）、200号（科学馆，1541平方米）、300号（文学馆，1492平方米）、400号—700号（3幢学生宿舍，400号楼、500号楼、600号楼，共4603平方米）。1924年，又建成了一幢学生宿舍（700号楼）。
1929年，德本康辞职回国。
1939年，德本康再度来华，从事救济工作。1943年，德本康被日军遣送回国，住在美国马萨诸塞州的Aubendale。1958年4月18日，德本康在那里去世。
1952年，金陵女子大学和南京大学师范学院合并成为南京师范学院，金陵女子大学随园成为南京师范大学校园。